# Urban II
Urban II, född Odo av Lagery omkring 1035 i Châtillon-sur-Marne, Frankrike, död 29 juli 1099 i Rom, var påve från den 12 mars 1088 till sin död den 29 juli 1099. Urban II vördas som salig i Romersk-katolska kyrkan, med minnesdag den 29 juli.

## Biografi
Odo av Lagery var fransk adelsman, studerade i Reims för sankt Bruno, där han så småningom blev kanik och ärkedjäkne. Omkring 1070 inträdde han som munk i klostret i Cluny, där han blev prior, och sändes som munkarnas representant till Rom, tillkallad av påve Gregorius VII som intresserade sig för den reformrörelse som klostret stod för. Påven och Odo fann omedelbart varandra, och Odo fick i uppdrag att reformera kyrkan. Han anlitades också som apostolisk legat och fick rollen som påvens privata rådgivare. Gregorius VII upphöjde honom till kardinalpräst år 1073, men hans titelkyrka är inte känd. År 1078 blev Odo kardinalbiskop av Ostia. 

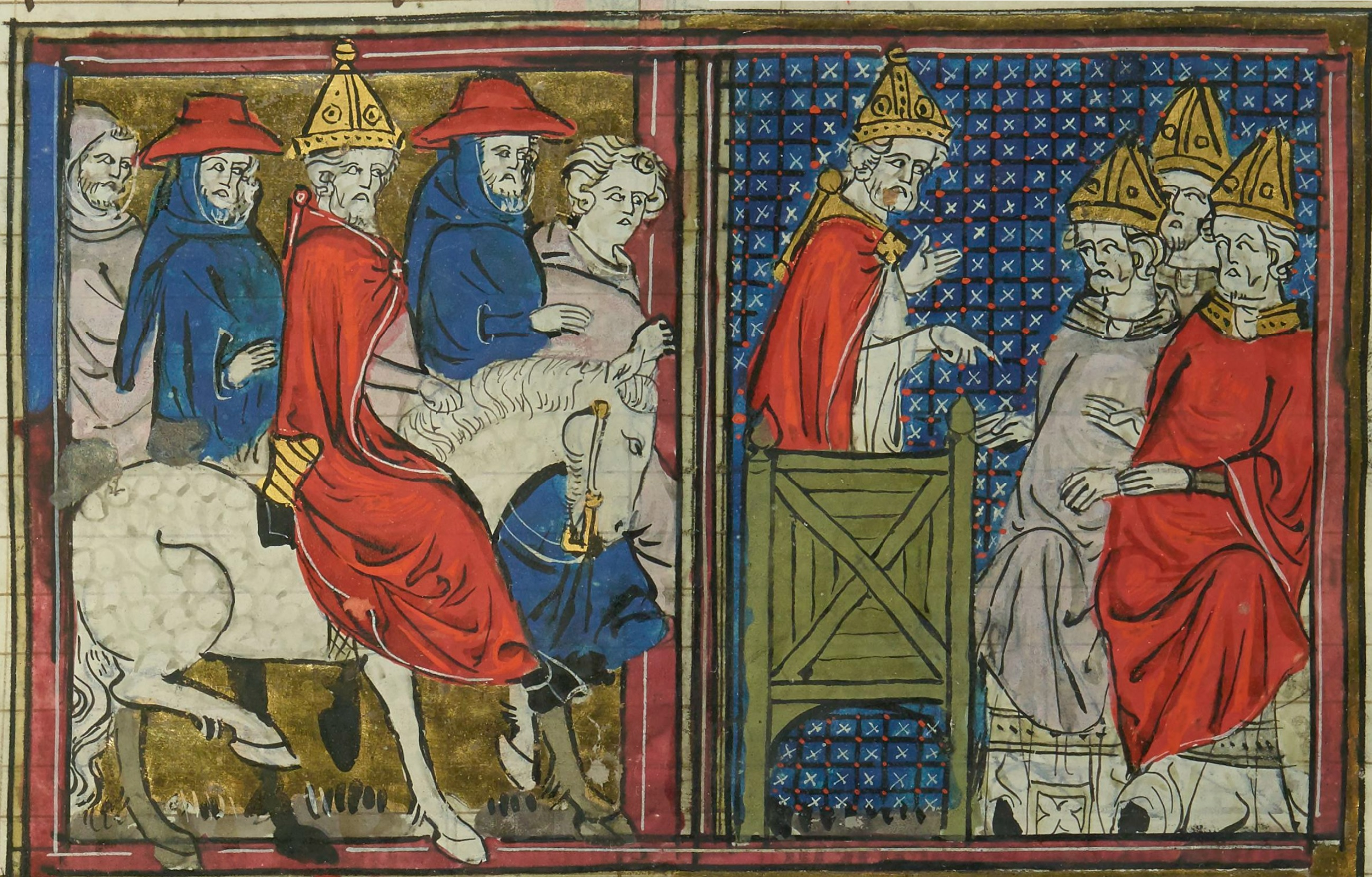
En illustration ur 1400-talstexten Roman de Godfroi de Bouillon.

Odo befann sig på uppdrag i Sachsen när Gregorius avled, och när han återvände till Rom hade redan Victor III utnämnts till efterträdare. När Viktor avled hade både han och Gregorius nämnt Odo som den de önskade som efterträdare, och Odo valdes följaktligen enhälligt till påve den 12 mars 1088 och antog påvenamnet Urban II. 
Urbans pontifikat bestämdes i mycket av den motpåve, Clemens III (förut ärkebiskop Vibertus av Ravenna), som kejsar Henrik IV uppsatt redan mot Gregorius VII 1080. Denne gjorde nu nya ansträngningar för att bli ensam på Petri stol. Motpåven höll en synod i själva Peterskyrkan, där Urban bannlystes. Trots att denne inte långt därefter lyckades sätta sig i besittning av staden igen, måste han snart fly därifrån igen. Urban var sedan landsflyktig i tre år, 1091–1093, under vilka Clemens III verkade som påve i Rom. Men även under landsflykten stred han oavlåtligen för sin sak. År 1095 höll han en stor synod i Piacenza, där han förnyade besluten angående celibat och simoni samt bannlyste motpåven och hela hans anhang. 
Det viktigaste beslutet var dock att de västerländska kristna skulle dra ut till strid mot de hedningar som regerade över Heliga landet. Den 27 november 1095 stadfästes detta beslut vid synoden i Clermont i Frankrike, där Urban II genom ett glödande tal och frikostigt utdelande av avlat åt alla deltagarna i härtåget uppväckte en hänförelse för företaget som hastigt utbredde sig över hela Västerlandet och blev början till korstågen. 
Kung Filip I av Frankrike, som förskjutit sin gemål Bertha för att gifta sig med greve Fulko IV av Anjous gemål Bertrade, bannlystes på denna synod. I spetsen för korstågsrörelsen var Urban plötsligt hela västerlandets herre. Kejsar Henriks och Clemens III:s makt var fullständigt bruten, och även kung Filip böjde sig för påvens myndighet, skilde sig från Bertrada och fick förlåtelse. 
I oktober 1098 höll Urban en synod i Bari för att försöka återförena den östliga och västliga kyrkan efter tvisten om filioque. Bland de 180 deltagande biskoparna fanns Anselm av Canterbury. I slutet av november återvände Urban för sista gången till Rom, där han i april 1099 höll ännu en synod som manade till korståg. Den 15 juli 1099 föll Jerusalem för korsriddarna, men Urban fick aldrig höra nyheten. Han avled i Pierleones hus, där han så många gånger sökt tillflykt.
Urban är begravd i kryptorna under Peterskyrkan. Han vördades omedelbart som helgon, finns upptagen i flera äldre martyrologier, men hans formella saligförklaring ägde rum först under Leo XIII:s pontifikat (1881).